# رن (آلاباما)
رن (به انگلیسی: Wren) یک منطقهٔ مسکونی در ایالات متحده آمریکا است که در آلاباما واقع شده‌است. رن ۲۰۳٫۹۱ متر بالاتر از سطح دریا واقع شده‌است.

## تاریخچه
این منطقه مسکونی به خاطر خانوادهٔ رن که در این منطقه زندگی می‌کند نامگذاری شده‌است. اداره پست تحت نام رن از سال ۱۸۹۶ تا ۱۹۰۶ مشغول به کاربود.